# Papierośnica

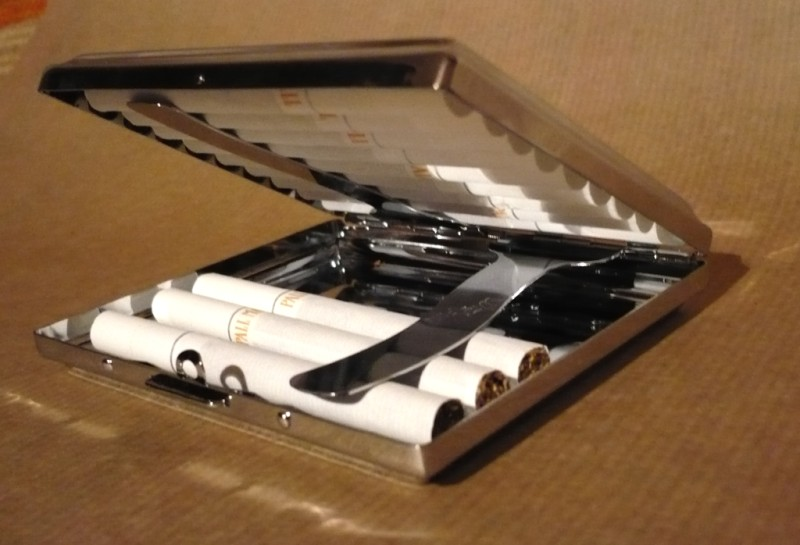
Papierośnica kieszonkowa

Papierośnica – niewielki sztywny pojemnik służący do przechowywania papierosów i zabezpieczający je przed uszkodzeniem.
Rodzaj płaskiego czworobocznego etui, najczęściej wykonany z twardego, odpornego materiału (metalu) lub inaczej usztywniony, o grubości ok. 1–2 cm. Papierosy są w nim przytrzymywane elastyczną gumką lub dociskane blaszką na sprężynie. Dawniej nazywany portabakiem (Warszawa) albo (w Krakowie) portcygarem (portcygarnicą), bo służący też jako pojemnik na cygara. Używany w czasach własnego wyrobu papierosów (ręcznie bądź za pomocą specjalnej maszynki) oraz kupowania ich na sztuki lub w dużych opakowaniach sztywnych. Zaliczane do męskiej biżuterii papierośnice były niezbędne dla korzystania z niewielkiej ilości papierosów poza domem, by przy tym zabezpieczyć je przed zgnieceniem. Uważano je za elegancki prezent (zwłaszcza z osobistym monogramem albo okolicznościowym napisem wewnątrz) okazyjny (ślub, awans, pożegnanie) lub pamiątkowy (emerytura, uroczyste rozstanie).
Rozróżnia się podręczne papierośnice kieszonkowe, często o eleganckim wykończeniu, oraz duże stołowe (gabinetowe), mające postać ozdobnej kasetki.